# Cateto (Cruzália)
Cateto é um povoado (aglomerado rural) do município brasileiro de Cruzália, no interior do estado de São Paulo.

## História

### Origem
O povoado de Cateto foi fundado em território do então distrito de Cruzália, que pertencia ao município de Maracaí.

## Geografia

### Demografia

#### População urbana
| Crescimento população urbana | Crescimento população urbana | Crescimento população urbana | Crescimento população urbana |
| Censo                        | Pop.                         |                              | %±                           |
| ---------------------------- | ---------------------------- | ---------------------------- | ---------------------------- |
| 1991                         | 362                          |                              | —                            |
| 2000                         | 378                          |                              | 4,4%                         |
| 2010                         | 343                          |                              | −9,3%                        |
| Fonte: IBGE e Fundação SEADE |                              |                              |                              |

Até o Censo 2010 (IBGE) Cateto era classificado pelo IBGE como aglomerado rural.

### Rodovias
O povoado possui acesso à SP-266 através da estrada vicinal João Batista Vidotti.

### Hidrografia
Localiza-se próximo às margens do reservatório da Usina Hidrelétrica de Capivara, localizada no Rio Paranapanema.

## Serviços públicos

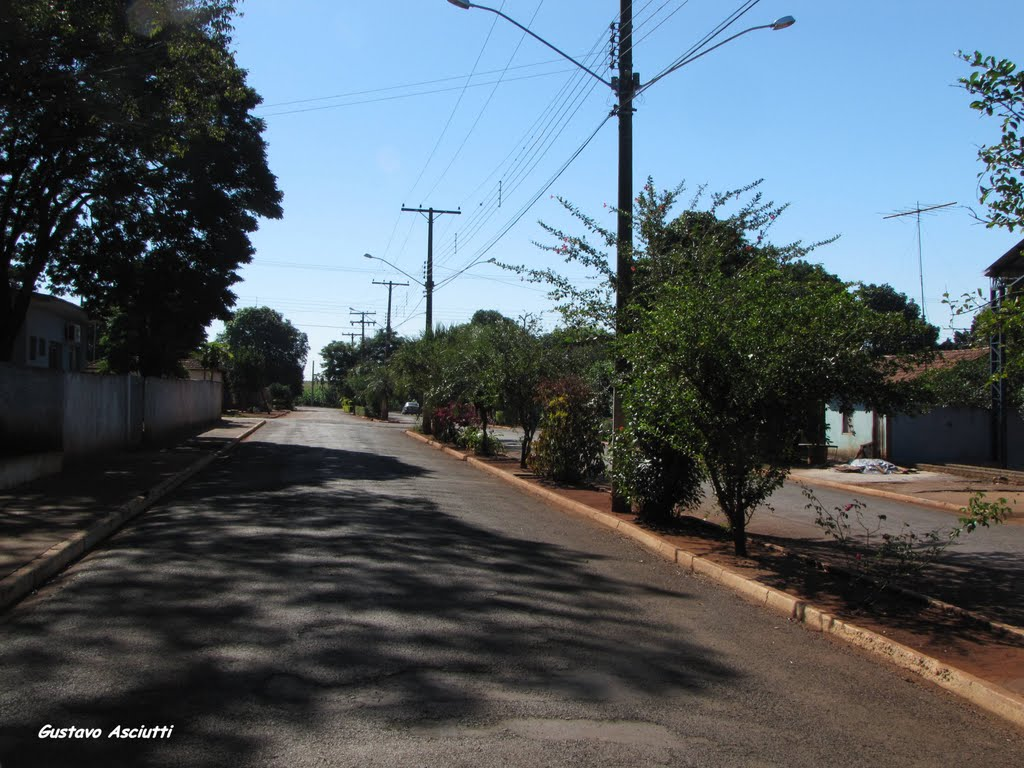
Aspecto local.

### Saneamento
O serviço de abastecimento de água é feito pela Companhia de Saneamento Básico do Estado de São Paulo (SABESP).

### Energia
A responsável pelo abastecimento de energia elétrica é a Energisa Sul-Sudeste, antiga Vale Paranapanema (distribuidora do grupo Rede Energia).

## Religião
O Cristianismo se faz presente no povoado da seguinte forma:

### Igreja Católica
- A igreja faz parte da Diocese de Assis[11].

### Igrejas Evangélicas
- Assembleia de Deus - O povoado possui uma congregação da Assembleia de Deus Ministério do Belém. Por essa igreja, através de um início simples, mas sob a benção de Deus, a mensagem pentecostal chegou ao Brasil. Esta mensagem originada nos céus alcançou milhares de pessoas em todo o país, fazendo da Assembleia de Deus a maior igreja evangélica do Brasil[12].
- Congregação Cristã no Brasil[13].